# Zimowe Mistrzostwa Rosji w Chodzie Sportowym 2012
Zimowe Mistrzostwa Rosji w Chodzie Sportowym 2012 – zawody lekkoatletyczne w chodzie sportowym, które odbyły się 18 i 19 lutego w Soczi.

## Rezultaty
| Poz. | Zawodnik         | Rezultat   |
| ---- | ---------------- | ---------- |
| 1.   | Aleksiej Ruzawin | 1:17:45 PB |
| 2.   | Siergiej Morozow | 1:17:50    |
| 3.   | Andriej Kriwow   | 1:18:24 PB |

| Poz. | Zawodnik            | Rezultat   |
| ---- | ------------------- | ---------- |
| 1.   | Siergiej Kirdiapkin | 2:25:41 PB |
| 2.   | Michaił Ryżow       | 2:25:58 PB |
| 3.   | Iwan Noskow         | 2:26:32 PB |

| Poz. | Zawodnik           | Rezultat   |
| ---- | ------------------ | ---------- |
| 1.   | Elmira Alembiekowa | 1:25:27 PB |
| 2.   | Jelena Łaszmanowa  | 1:26:30 PB |
| 3.   | Irina Jumanowa     | 1:26:47 PB |